# Piča z hoven
Piča z hoven (PzH) nebo symbolicky ◊►≈ byla česká alternativní hudební skupina z Brna. Členové kapely pocházeli z okruhu Fakulty výtvarných umění VUT. Značný ohlas vzbudilo jejich přezpívání slovenské státní hymny.
Hlavní charakteristika tvorby PzH je symbolika podtržená čistou lyrikou. Originalita PzH v rámci české alternativní scény spočívá v akcentu na temnou stylizaci, podtrženou skoro až hororovou vizuální složkou. Přes jistou mladickou touhu šokovat jejich umělecká tvorba nevyznívá hloupě, a to především díky faktu, že zcela stírají hranici mezi ironií, sebeparodií a seriózností.

## Nástrojové obsazení
- Eva Jaroňová (recitace)
- Pavla Kantorová (klávesy)
- Mojmír Měchura (mix)
- Matyáš Dlab (mix)
- Petr Šprincl (vizualizace)

## Diskografie
- Doom na kraji lesa, 2012
- Lidumil Heretik, split s I Love 69 Popgejů, 2015